# Данія
Да́нія (дан. Danmark вимовляється як [ˈtænmɑk] ( прослухати); заст. Да́тчина) — скандинавська установча країна в Північній Європі, що входить до Королівства Данія. Розташована на південний захід від Швеції і на південь від Норвегії, має суходільний кордон із Німеччиною. Данія займає територію площею 43 094 км² і має населення 6,004,582 осіб (01.08.2025). Країна складається з півострова Ютландія, архіпелагу і 443 островів, 70 з яких населені. Острови характеризуються плоскими орними землями й піщаними берегами, низькою висотою та помірним кліматом.
Об'єднане Королівство Данії утворилось у VIII столітті як мореплавна держава в боротьбі за контроль над Балтійським морем. Данське панування над Кальмарською унією, утвореною 1397 року з Норвегією та Швецією, закінчилося відділенням Швеції у 1523 році. Сканія (нині південна Швеція) та острів Готланд ще залишалися у складі Данії відповідно до 1645 року (мир у Бремсебро) і 1658 року (мир у Роскілле) відповідно. Однак Данія залишила союз з Норвегією, який тривав до 1814 року. Данія успадкувала експансивну колоніальну імперію від союзу, завдяки чому має контроль над Фарерськими островами та Ґренландією. Починаючи з XVII століття відбувалось кілька цесій території; вони завершились у 1830-х сплеском націоналістичних рухів, які були придушені 1864 року під час другої війни за Шлезвіг. Данія дотримувалася нейтралітету в Першій світовій війні. У квітні 1940 року під час німецького вторгнення країна практично не чинила військового опору, тоді як данський рух опору був активний з 1943 року до капітуляції Німеччини в травні 1945 року. Бувши індустріалізованим експортером сільськогосподарської продукції в другій половині XIX століття, Данія здійснила низку соціальних і трудових реформ на початку XX століття, що заклало підґрунтя для нинішньої соціальної моделі з високорозвиненою та змішаною економікою.
Конституція Данії, ухвалена 5 червня 1849 року, завершила еру абсолютної монархії, що почалася 1660 року, і встановила конституційну монархію, яка влаштована як парламентська демократія. Поточним монархом є король Фредерік X. Уряд і національний парламент засідають у Копенгагені, який є столицею, найбільшим містом і торговим центром країни. Данія є членом Європейського Союзу від 1973 року, користуючись при тому низкою прав на неучасть; країна зберігає власну валюту — данську крону. Данія є однією з країн-засновників і членів НАТО, Північної ради, Ради Європи, Організації Економічного Співробітництва та Розвитку, Організації Об'єднаних Націй; країна також є частиною Шенгенської зони.
Данія посідає дуже високі місця в низці рейтингів, зокрема якості життя, здоров'я, освіти, захисту громадських прав та свобод, конкурентоспроможності, демократії, рівності, процвітання, людського розвитку. Данія часто оцінюється як одна з найщасливіших країн у світі в крос-національних дослідженнях рівня щастя. Країна посідає перше місце у світі в рейтингу соціальної мобільності, одну з провідних позицій у рейтингу країн з найкращими показниками рівності доходів, має один з найвищих у світі номінальний ВВП на особу населення і один з найвищих у світі податків на індивідуальний дохід. Більшість данців є членами народної церкви, хоча конституція гарантує свободу віросповідання.

## Назва
Данія (Denamearc) згадується в рукописі, який також містить Англосаксонську хроніку, зокрема в Абінгдонській хрониці 11 століття. Слово Данія також згадується на Рунічних каменях в Еллінзі, які датуються бл. 955 року. Слово Данія складається з двох частин. Префікс «Дан» відноситься до данців або, за Саксоном, до легендарного короля Дана.
У давньоскандинавській мові людей називали «дани» у множині, що може означати щось на кшталт «жителі рівнини». «Дан», ймовірно, походить від індоєвропейського *dhen", що означає «пласка дошка».
Тому назва «Данія» могла означати «прикордонна територія плоскоземців» і, спочатку обмежувалася лісами Шлезвіга, тобто прикордонною територією данців з німцями на півдні. Слово «Mark» використовувалося в давньоверхньонімецькій та англосаксонській мовах для значення «прикордоння», і політичний відтінок також можна знайти в цьому слові, посаду маркграфство (margrave), так само, як закінчення також може бути пов'язане з лісовими районами, такими як Фіннмарк або Телемарк.
На думку російських дослідників, існують дві версії походження назви країни. За однією версією, назва утворилася від племені данів, що проживало на півдні Скандинавського півострова і в V—VII століттях нашої ери заселило Данський архіпелаг і Ютландію. За іншою версією, «Денмарк» перекладається як «лісова країна», оскільки слово «дан» (або «тан») староскандинавською мовою означало «ліс».

## Географія

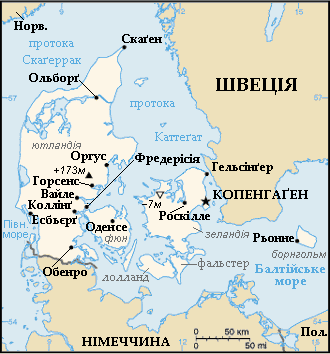
Мапа Данії

Данія — приатлантична країна, розташована на північному заході зони широколистяних лісів Європи в помірних широтах Євразії. Займає півострів Ютландія й острови Данського архіпелагу: Зеландія, Борнгольм, Лесі, Лолланн, Мін, Сторстрем, Фюн, Фальстер та інші — усього 407 островів у протоках і морях Північного і Балтійського морів, з-посеред яких заселені лише 72. З цих 72 островів найбільшими й найнаселенішими є Зеландія, де розташована столиця країни Копенгаген, Фюн, острови-близнюки Лолланн і Фальстер, а також віддалений майже на 200 км на схід у Балтійському морі острів Борнгольм.

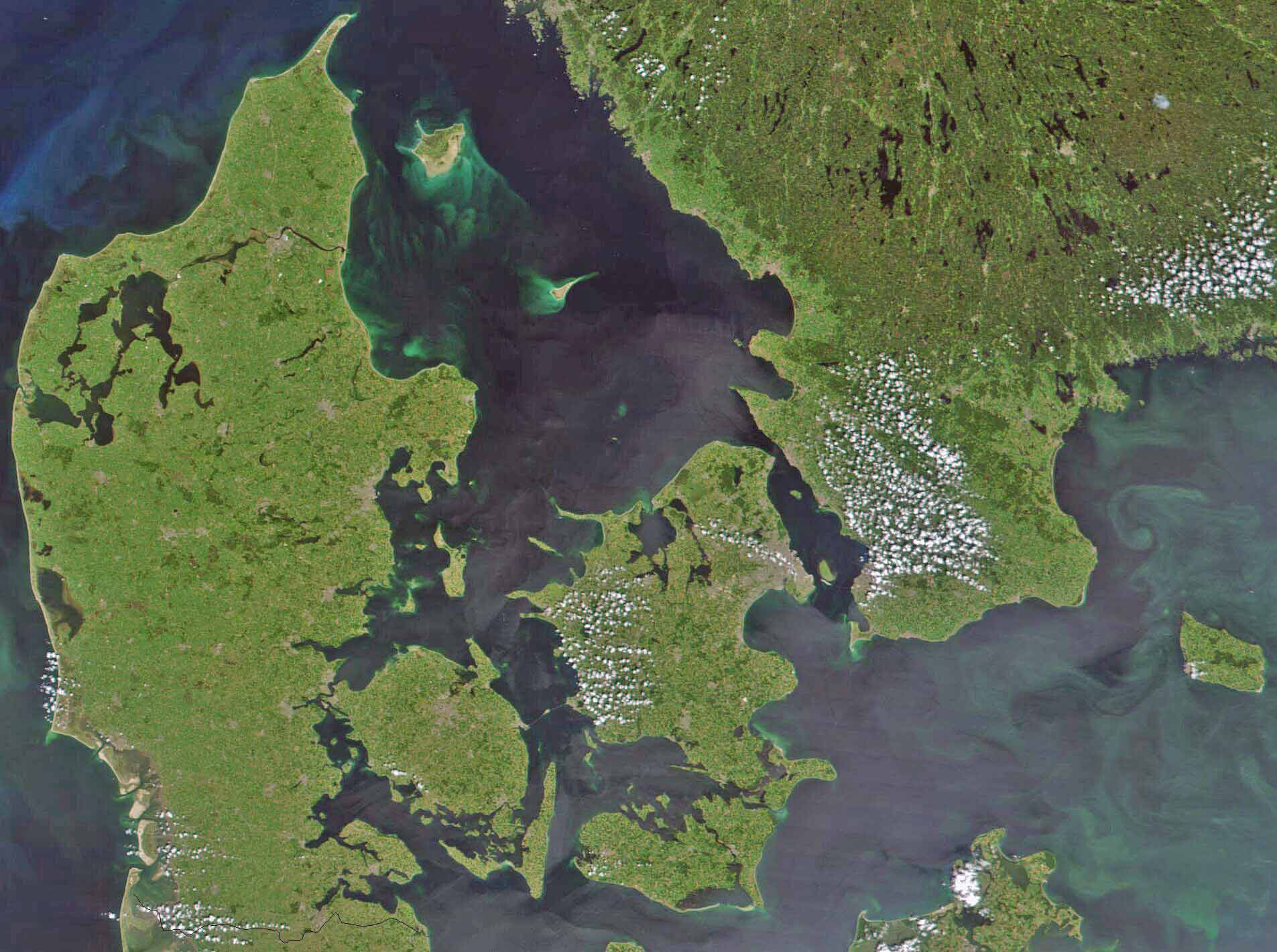
Данія з космосу

Країна має суходільний кордон лише з Німеччиною. Він проходить на півдні півострова Ютландія і має довжину 68 км. Від 2000 року також є сухопутне сполучення зі Швецією (через Ересуннський міст і тунель). Загальна довжина берегової лінії Данії (півострова Ютландія та 406 островів) — 7,3 тис. км, що становить шосту частину довжини екватора.

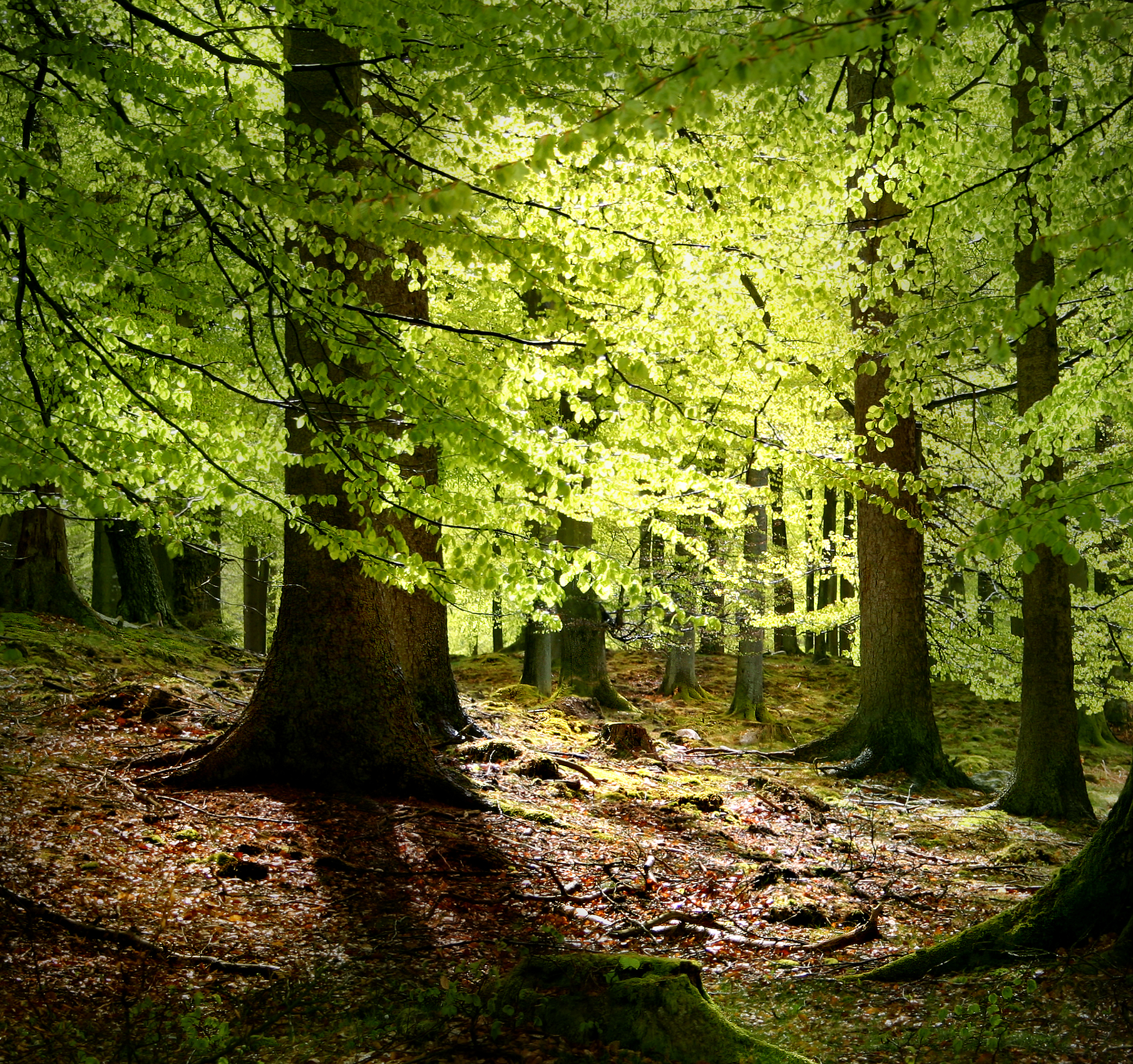
Бук лісовий

На заході Данія омивається Північним морем, на півночі — протокою Скагеррак і Каттегат, на північному сході — протокою Ересунн (найменша ширина Ересунна всього 4 км), на сході й півдні — Балтійським морем.
Протоки Ересунн (Зунд), Скагеррак і Каттегат відокремлюють країну від Норвегії й Швеції. Найближчі сусіди Данії — Швеція і Норвегія — відокремлені від неї протоками Ересунн і Скагеррак, причому відстань до Швеції — 4 км, а до Норвегії — близько 200 км. Відстань до Великої Британії по Північному морю — близько 500 км.
Протоки Малий Бельт, Великий Бельт і Ересунн, які звуться Балтійськими протоками, відокремлюють один від одного півострів Ютландію, острови Фюн і Зеландію та Скандинавський півострів. Вони є основним морським шляхом, що з'єднує Балтійське море зі Світовим океаном, і мають міжнародний правовий режим.
Територіальні води Данії — 12 морських миль (22,2 км). Жодна точка метрополії не віддалена від моря на відстань понад 52 км. Країні належить східна частина шельфу Північного моря.

### Рельєф
Рельєф Данії рівнинно-горбистий. Більшість території країни сформована з великих хвилястих рівнин і невисоких, місцями крутосхилих пагорбів. Форми рельєфу сформовані переважно під впливом льодовикових покривів, що відступали на північ у плейстоцені, від яких залишилася велика кількість озер. На півночі Данії внаслідок підняття утворилися ступінчасті морські рівнини. На сході країни знаходяться численні бухти, на заході та півночі — піщані дюни. Земля — оброблені рівнини, піщані дюни й лагуни на західному узбережжі; глибокі фіорди на сході. Переважають дерново-підзолисті, на Сході — бурі лісові ґрунти, на узбережжях — лучні алювіальні.

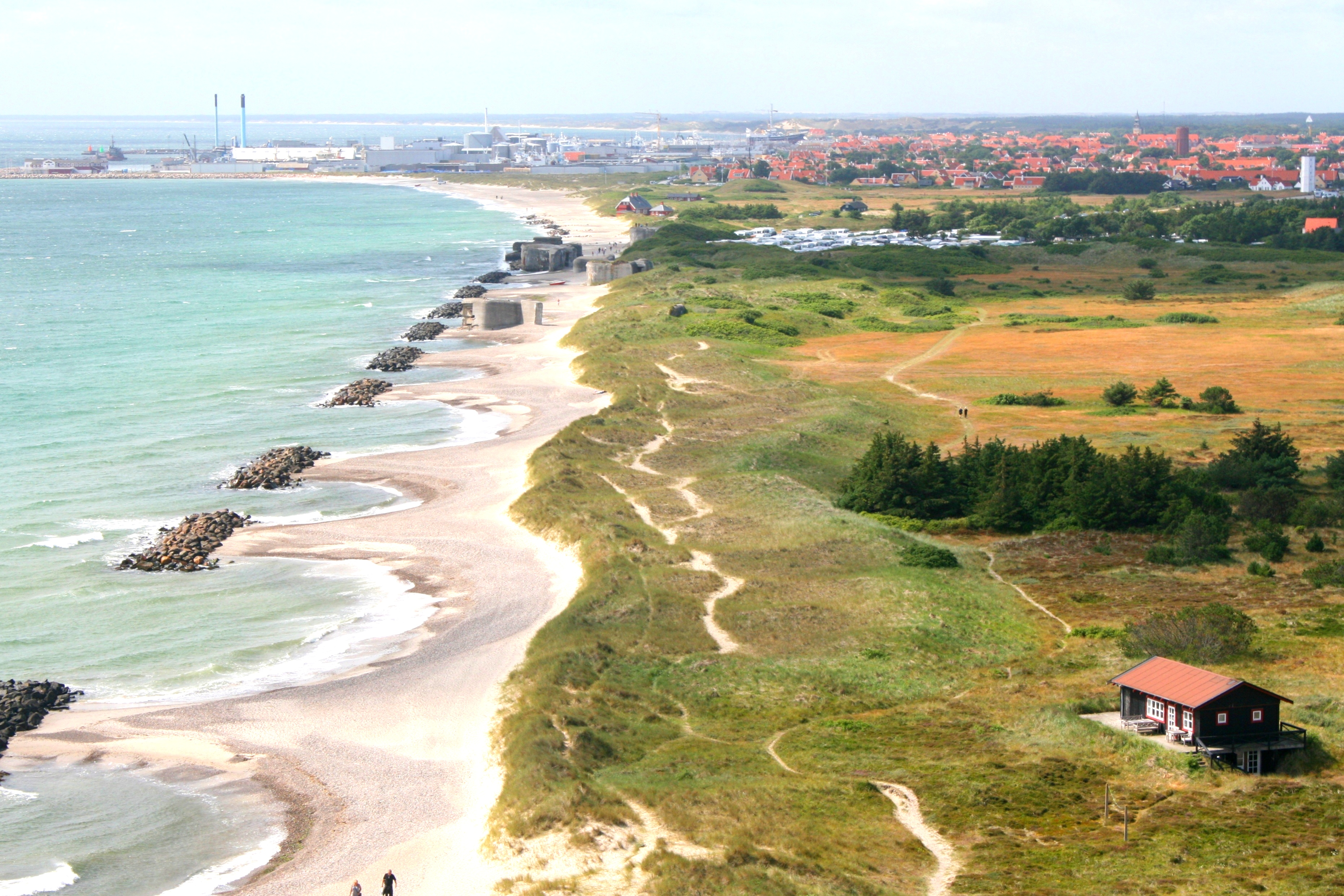
Узбережжя

Східні береги країни сильно порізані, західні і північні рівні, облямовані піщаними дюнами. Уздовж низинних берегів збудовані численні дамби.
Поверхня Ютландського півострова і навколишніх островів рівнинна, клімат помірно теплий, морський. Вегетаційний період триває 200—235 днів, річна кількість опадів перевищує 600 мм.
Найвища точка — пагорб Меллегей (170,86 м над рівнем моря), до 2005 року найвищою точкою вважався пагорб Ідінг-Сковгей (170,77 м).

### Клімат
Данія — країна з морським кліматом, який характеризується м'якою зимою, прохолодним літом і довгими перехідними сезонами. Вплив океану найбільш різко виявляється взимку. Середня січнева температура для Данії 0 °C. Тривалість опалюваного періоду в Данії (з урахуванням поправки на вітер) дорівнює 220 дням. З липня по серпень температура повітря становить +16…+18 °C, а опадів порівняно небагато. Більшу частину року дмуть сильні західні вітри. Річна сума опадів 600—900 мм; часто бувають тумани. Середньорічна кількість опадів коливається — від найбільших на заході Ютландії до 450 мм на узбережжі протоки Великий Бельт.

### Річки і озера
У Данії багато невеликих озер. Більшість коротких річок Данії несудохідні. Річки з невеликими ухилами, спокійною течією, численними вигинами річища (меандрами), плесами й перекатами. Найбільша річка — Гудено в східній Ютландії завдовжки 158 км. По річці курсують лише туристичні судна.

### Рекреаційні ресурси
У Данії налічується понад 300 природоохоронних об'єктів, зокрема чотири національні парки, в яких зберігаються лісові масиви, вересові пустилища, болота, дюни, окремі види рослин і тварин.

## Історія

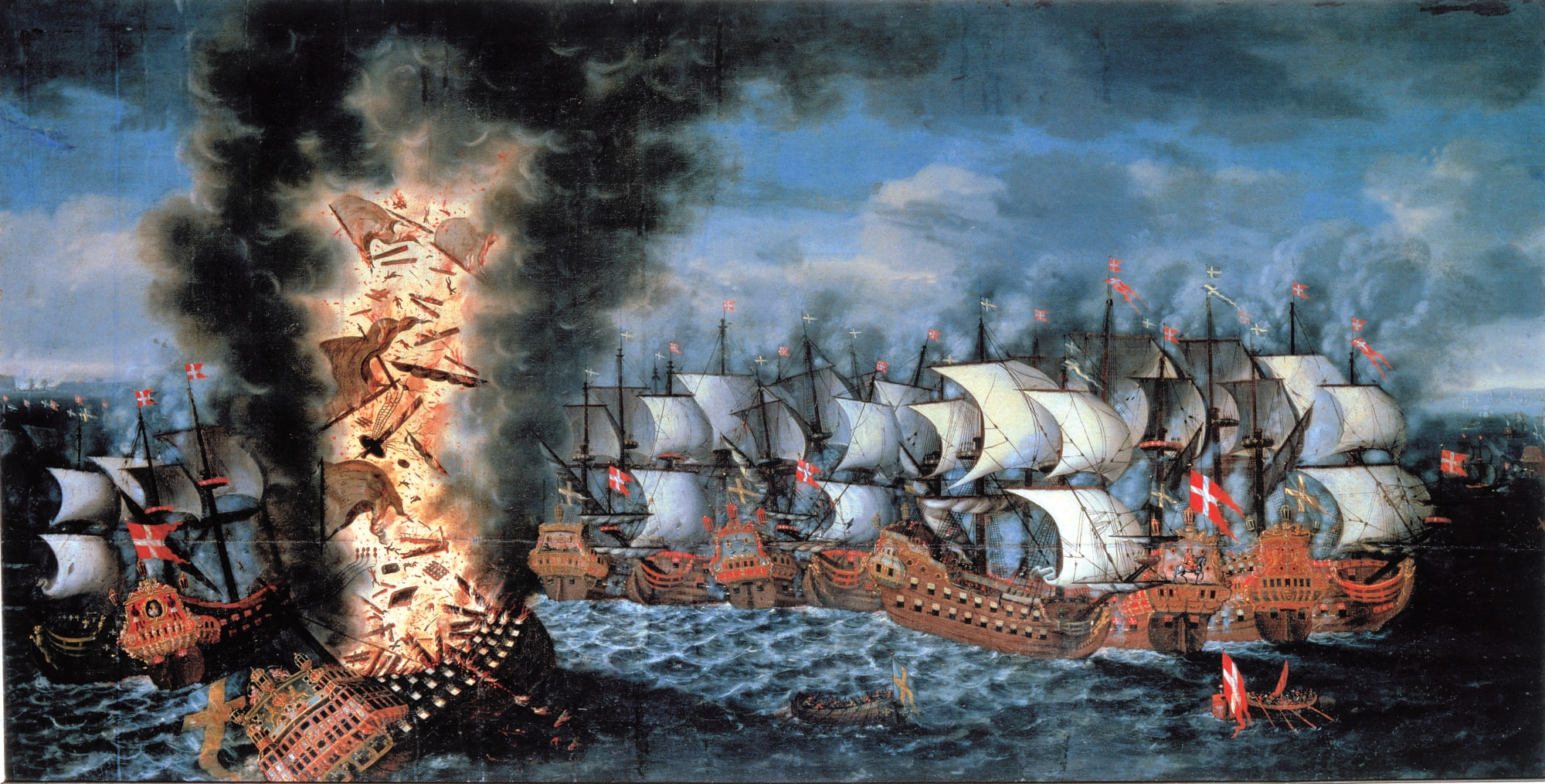
Еландська битва 1676

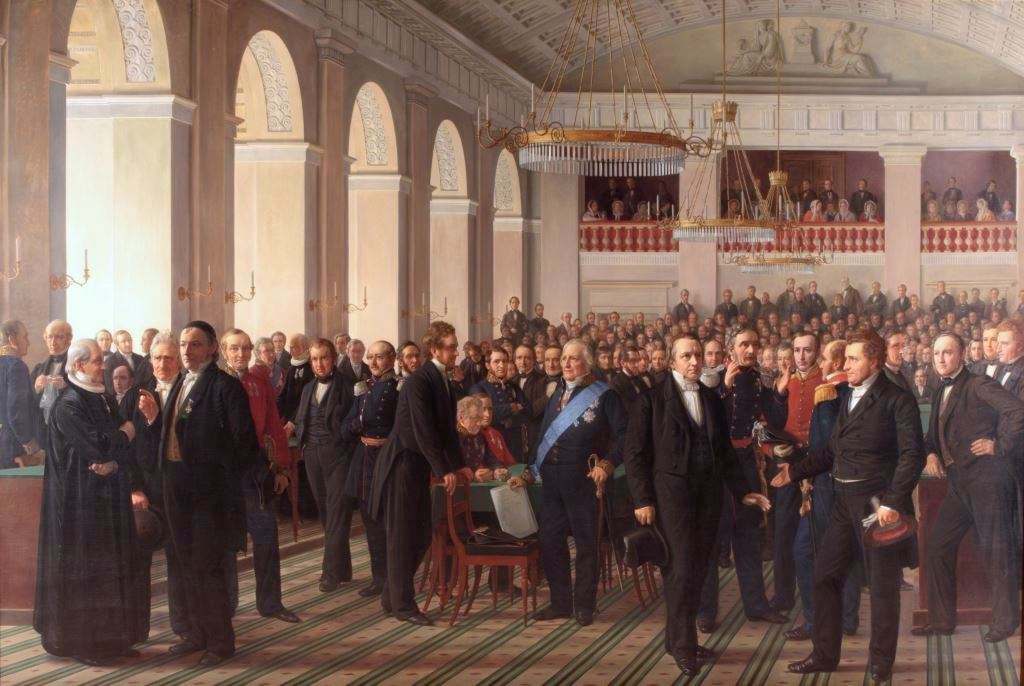
Відкриття Установчих зборів Данії 23 жовтня 1848 року. З картини К. Хансена

У 1018—1035 рр. король Канут Великий об'єднав під своєю короною Данію, Англію і Норвегію.
У 1157—1182 р.р. у періоді правління короля Вальдемара I відбувся розквіт Данії і зміцнення її військово-політичної могутності.
У 1219 р. — завоювання північної Естонії.
У 1320 р. — поразка королівських військ, ліквідація королівської влади.
1340—1375 рр. — відновлення й зміцнення монархії за короля Вальдемара ІV.
1397 р. — Кальмарська унія Данії, Швеції і Норвегії (з Ісландією) за Маргарити Данської, згідно з якою Скандинавія опинилася під пануванням данської корони.
У XIV—XVII ст. Данія виступала як панівна сила на Балтійському морі.
Упродовж XVIII ст. у зовнішній політиці данський уряд дотримувався принципу невтручання. Для уникнення вторгнення Наполеона Данія була змушена продовжувати війну з Англією і Швецією. Згідно з мирними угодами, територія Данії була обмежена Данським півостровом, герцогством Лауенбург і Голштинією.
У 1729 р. Ґренландія стала колонією Данії.
5 червня 1849 р. була затверджена Конституція.
У червні 1924 року Данія визнала Радянську республіку.
У 1940 році країна була окупована нацистською Німеччиною.
У 1945 році Данія визнала незалежність Ісландії, а у 1948 році дала право на самоврядування Фарерським островам
У 1949 році Данія стала членом-засновником НАТО і при вступі відмовилась від розміщення на своїй території в мирний час іноземних військ і баз
з 1960 року стала членом Європейської асоціації вільної торгівлі, та вступила до Європейського співтовариства в 1973 році. Данія стала першою країною Північної Європи, яка вступила до Європейської Економічної Спільноти.
в 1972 році королева Маргрете ІІ стала першою королевою приблизно за 600 років.
У 1979 р. Ґренландія отримала автономію.
У 2024 р. Королева Маргрете ІІ зреклася престолу користь сина Фредеріка X.
Традиційними заняттями населення Данії були мореплавство й рибальство. Нині Данія належить до країн з розвиненим морським флотом. Країна є великим виробником і експортером високоякісних продовольчих товарів.

### Данія в Європейському Союзі

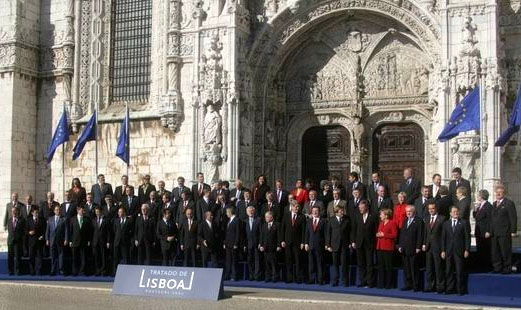
Лісабонська угода

Данія, разом з Великою Британією, Норвегією та Ірландією, подавали заявки на членство в Європейському Союзі (ЄС) у 1961 та 1967 роках. Однак в обох випадках президент Франції Шарль де Голль наклав вето на членство Великої Британії у ЄС, і Данія, не бажаючи вступати до Союзу без Великої Британії, також залишилася поза Європейським Союзом. Лише в січні 1973 року Данія разом з Великою Британією та Ірландією стала членом ЄС.
Незважаючи на невелику територію, Данія має незалежну позицію в стосунках з ЄС. Показовим прикладом такої поведінки може слугувати випадок, коли країна проголосувала проти Маастрихтської угоди, що сприйнялося як затримання просування на шляху до єдиної Європи, на референдумі 1992 року (угода була ратифікована внаслідок перемовин наступного року). Данія проголосувала проти приєднання до європейської валюти євро на референдумі 2000 року.

## Населення
Населення Данії — 5,43 млн осіб (2006), у тому числі: станом на 1999 рік 97 % населення становили данці, 2005 року данці становили 95 % населення, а 4,5 % — інші національності. Тривалість життя — 80 років.
Іммігранти та їхні нащадки налічують 452 095 осіб. Ця частка приходиться в основному на Північну Європу (41 306), Велику Британію (12 000), Німеччину (25 444), Польщу (13 509), Боснію і Герцеговину (20 875), інші країни колишньої Югославії (23 968), Туреччину (54 859), Сомалі (16 948), Ірак (26 351), Іран (14 289), Ліван (22 232), Афганістан (10 876) і Пакистан (19 301). Іммігранти та їхні нащадки складають близько 8,5 % загальної кількості населення країни. Данія відрізняється від інших скандинавських країн високою густино́ю населення — 126 жителів на км².

### Міста
Найбільші населені пункти: Копенгаген, Орхус, Оденсе, Ольборг, Фредеріксгавн.

### Мови
Офіційна мова — данська. У данській мові лише два роди: загальний та середній; відмінків немає; часів дієслова — тільки три. Також уживається англійської, німецької і французької мов.

## Релігія

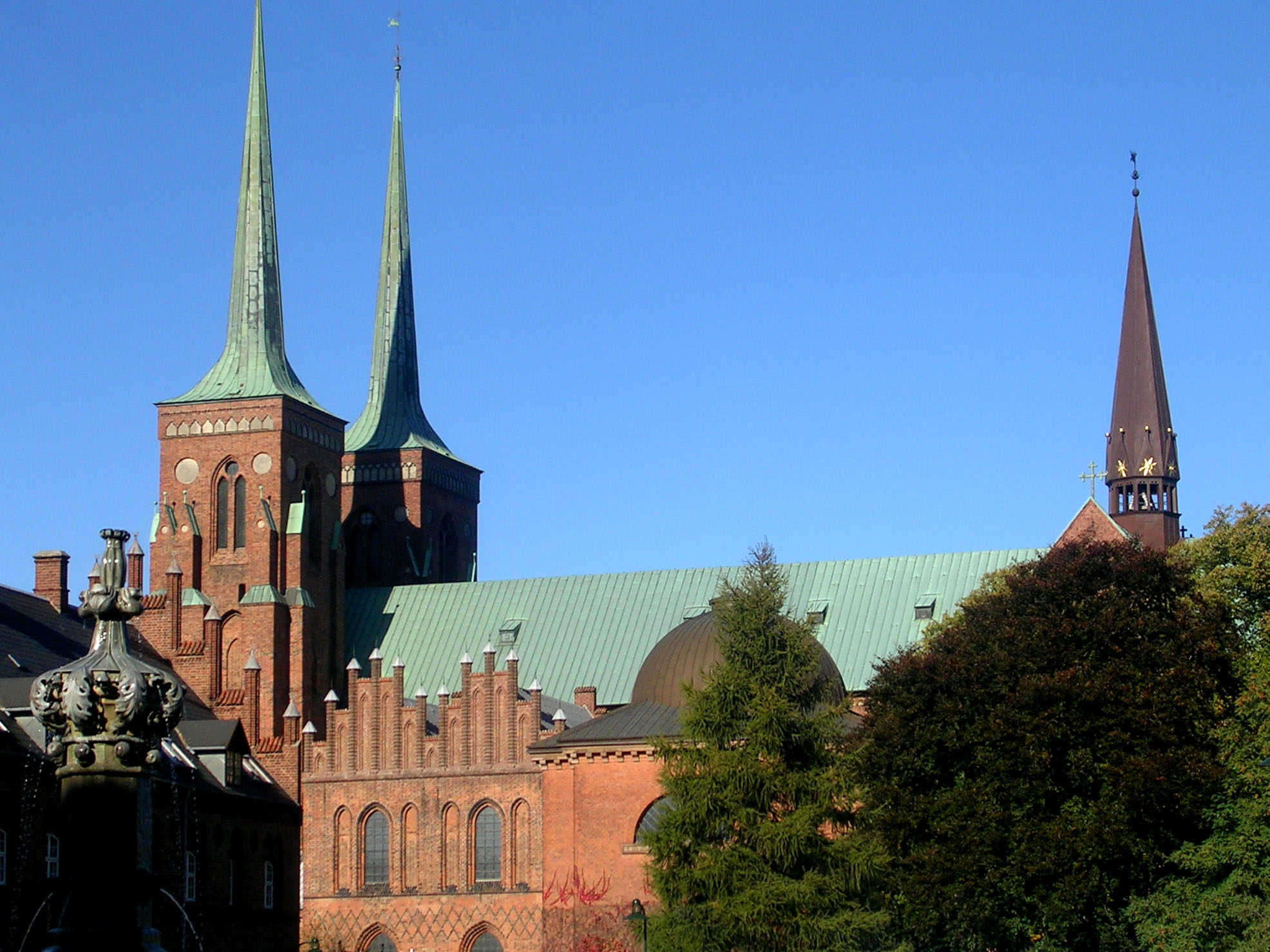
Собор Роскілле

На початку VIII століття в Данії утвердилося християнство. Після Реформації офіційним віросповіданням стало лютеранство.
До державної Євангелічно-лютеранської народної церкви Данії належить 94 % населення. Релігійна діяльність країни визначається Конституцією Данії, основним принципом якої є передумова, що Лютеранська церква — офіційна церква Данії — повинна підтримуватися державою, а також принципами свободи віросповідання, свободи слова та свободи совісті. Підтримка, яку надає держава, є частково моральною та частково політичною (законодавче закріплення свята Великодня, а також законодавство з релігійних питань), частково фінансовою та адміністративною (участь у зарплатах та пенсіях духівництва, збір церковних податей, підтримка управління національною церквою при допомозі Міністерства церковних справ, допомога в контролюванні, консультаційні послуги та ін.) Євангелічна лютеранська церква підтримується коштом спеціального податку, яким обкладаються всі лютерани країни. У Данії мешкають мусульмани, католики, баптисти, юдеї тощо.

## Адміністративний поділ
Данія поділяється на п'ять адміністративних регіонів, створених 1 січня 2007 року в рамках адміністративної реформи, коли традиційний поділ країни на 14 амтів (сім амтів були розташовані в Ютландії, сім — на Данських островах, зокрема два амти в межах Копенгагена) замінила нова система поділу на п'ять регіонів. Також тоді скорочено кількість муніципалітетів з 270 до 98 — дрібніші муніципалітети були об'єднані в більші одиниці. Більшість муніципалітетів має населення щонайменше 20 000 людей, щоб мати фінансову й професійну стійкість, хоча з цього правила були зроблені кілька винятків. Найсхідніша земля Данії, архіпелаг Ертголмене, з населенням 90 (2014) і площею 39 га, не є частиною ні муніципалітету, ні регіону, але належить Міністерству оборони.
Королівство Данія є унітарною державою, проте Фарерським островам і Ґренландії надано самоврядування (політичну автономію): вони мають свої уряди й законодавчі органи. Ці землі ефективно самоврядовуються щодо внутрішніх справ. Тим не менш, вони законодавчо підпорядковані Фолькетингу, де ці дві території представлені двома місцями кожна. Верховні комісари (дан. Rigsombudsmand) виступають як представники данського уряду на Фарерських островах і в парламенті Ґренландії, але вони не можуть голосувати. Фарерський уряд визначається рівноправним партнером з данським урядом в акті 2005 р., а люди Ґренландії визначаються як окремий народ з правом на самовизначення.

### Регіони Данії
- Столичний регіон
- Зеландія
- Центральна Ютландія
- Південна Данія
- Північна Ютландія

## Політичний устрій

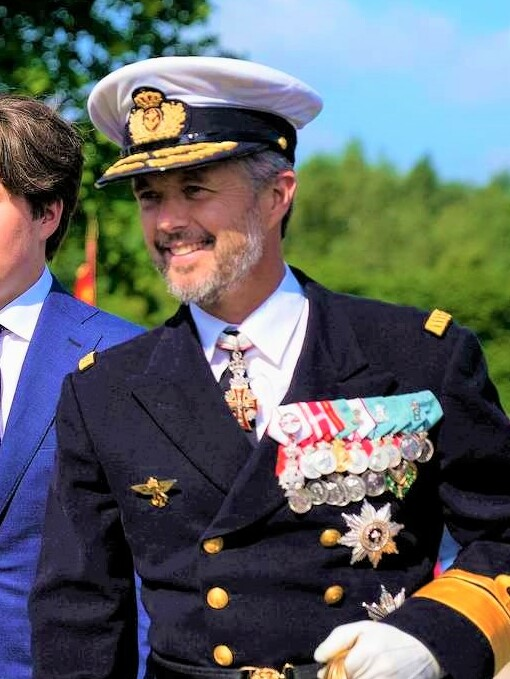
Король Фредерік X

Данія — конституційна монархія (на підставі конституції від 5 червня 1953 р., королівське успадкування; форма устрою — унітарна держава), де Король виконує роль голови держави, а уряд формується з парламенту — Фолькетинг. Законодавча влада здійснюється спільно королем і парламентом. Парламент у Данії однопалатний; депутати обираються шляхом пропорційного представництва, хоча кожен член парламенту також представляє виборчий округ. У складі парламенту 179 депутатів, з яких четверо обираються від Ґренландії та Фарерських островів. Загалом Уряд Данії є урядом меншості (що не містить парламентської більшості), що означає, що політика Данії заснована на компромісах різноманітних політичних партій. Досить часто в уряд входять представники двох і більше політичних партій. У випадку, якщо Фолкетинг висловлює недовіру уряду, уряд повинен піти у відставку чи провести вибори. Виконавча влада належить королю і від його імені здійснюється урядом.
За Конституцією вибори повинні проходити кожні чотири роки. Якщо розподіл місць після виборів чітко вказує на певну партію або партії, монарх призначає їх як уряд. У випадку якщо результат виборів не чіткий, Король організує ряд нарад, на яких обрані партії висловлюють свої побажання. Тоді Король призначає королівського повіреного, щоб він провів перемовини про формування уряду з обраними партіями. По закінченні перемовин проводиться ще одна нарада на чолі з Королем, після якої монарх призначає нового прем'єр-міністра.
Головні партії: соціал-демократична, народно-консервативна, ліберальна і радикально-ліберальна («старі») та кілька «молодших» (народно-соціалістична, партія прогресу та інші). Склад уряду коаліційний.
Служити у війську в Данії престижно. До війська беруть не більш ніж 3 000 осіб на рік, і король особисто відбирає представників за зовнішнім виглядом і характером.

### Судова влада
Незалежні суди є частиною розподілу влад у Данії. Звичайно справи розглядає в першу чергу місцевий чи міський суд; апеляції на рішення міського суду розглядає один з двох Високих Судів країни. Деякі важливі справи, що стосуються адміністративних проблем, розглядає один з високих судів у першу чергу. Найвищим органом судової влади є Верховний Суд. Суддів призначає король.
Данія належить до європейських правових систем скандинавської групи (як Ісландія, Норвегія, Швеція, та Фінляндія) і має дуалістичний (змішаний) характер: для неї характерні ознаки як континентального, так і загального права.
Максимальний передбачений законом термін покарання за наркозлочини в Данії становить 10 років тюремного ув'язнення, а в особливих випадках може досягати 15 років.

## Корисні копалини
Данія не багата корисними копалинами, не має значних запасів енергетичної сировини. У Данії майже відсутні запаси паливної і металевої сировини. З корисних копалин наявні невеликі запаси бурого вугілля, торфу і калійних солей. Наявна лише сировина для індустрії будівельних матеріалів (наявні великі поклади вапняків, глин, гранітів різних відтінків), однак у належній Данії акваторії Північного моря знаходяться великі запаси нафти й природного газу, які були виявлені у 1966 році. Нафта знайдена в 1972 році в данському секторі Північного моря в 230 кілометрах на захід від Есьберга. На континентальному шельфі в Північному морі ведеться видобуток нафти та газу — Данія добуває близько 14 млн тонн нафти в рік, що цілком покриває її потреби. Розвиток промисловості в Данії тривалий час стримувався бідністю на мінеральну сировину. Нині країна також цілком залежить від її імпорту, передовсім нафти і нафтопродуктів.
Див. також: Нафтогазоносна область Північного моря

## Економіка

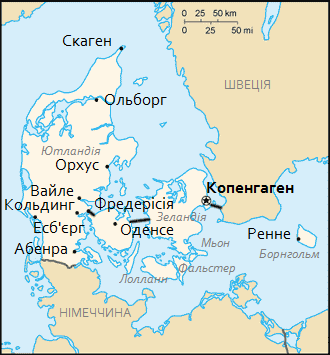
Мапа Данії

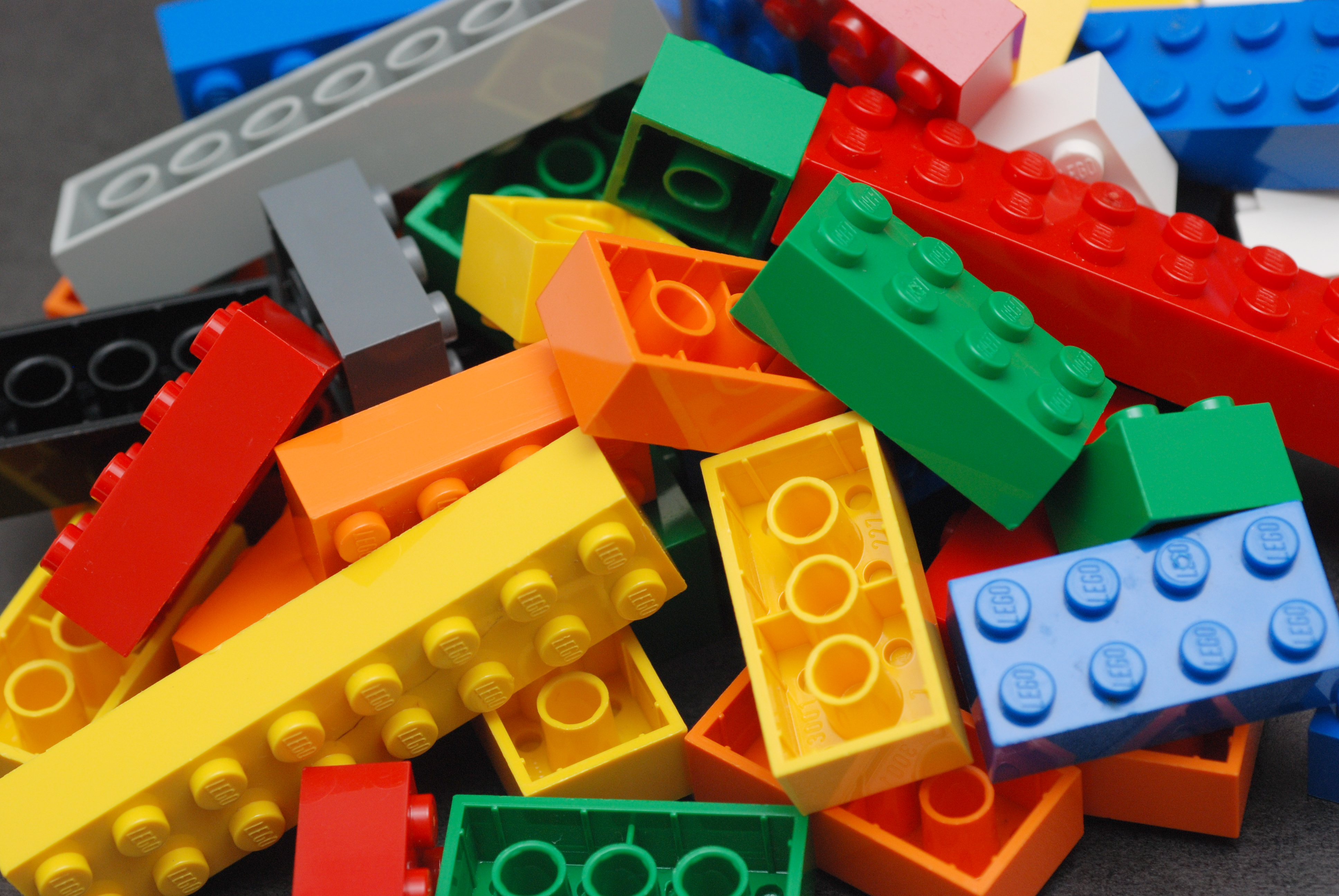
LEGO

Данія — країна з високорозвиненою економікою: індустрією, агрокультурою, транспортом, сферою обслуговування.
Після Першої, а особливо після Другої світової війни данські товари на британському та інших західноєвропейських ринках почали відчувати сильну конкуренцію, тому було структурно перебудовано економіку і з 50-х років у валовому продукті Данії почала швидко збільшуватись доля промисловості.
У Данії, як і Швеції, Норвегії, Фінляндії, високий рівень фіскальної автономії — державне управління, зокрема фіскальних функцій держави, децентралізовано. Данія демонструє пріоритет фіскальної автономії з домінуванням місцевих податків у доходах місцевих бюджетів. Самостійність комун спирається насамперед на власну податкову базу, за рахунок місцевих податків формується 51 % комунальних доходів у Данії.
Щодо нерівномірності розвитку регіонів у ЄС, менш проблематичними виглядають «малі» країни Європейського Союзу, такі як Люксембург та Данія, на відміну від територій з більш виразною регіональною асиметрією — у Великій Британії, Німеччині: статус депресивності регіону в Європейському Союзі визначається раз на сім років за умови, якщо відповідна територія виробляє менш ніж 75 % ВВП на душу населення від середнього по ЄС, і на початку XXI ст. (2001 р.) найбільші контрасти мала Велика Британія (на Лондон припадало створюваного ВВП (ЄС — 15 = 100 %) (Inner London) 230 %, а на Корнуел та острови Сіллі 70 % (Cornwall & Isles of Scilly). Доволі велика регіональна асиметрія притаманна також ФРН (Східна та Західна Німеччина).
Данія посідає третє місце у світі за показниками економічної незалежності (самозабезпеченості економіки) після Австралії і Чилі.
За рівнем заробітної плати (він становить близько 29 євро/год) Данія займає перше місце у світі. Іноземна робоча сила від загальної кількості робочої сили становила 2,4 % в 1990 році і 3,4 % в 2000 р. Данія тісно пов'язана з Німеччиною економічно, має тісні економічні та політичні зв'язки з Великою Британією.
З чотирьох груп «найдорожчих країн» у Євросоюзі до першої з них Євростатом включено ті, де рівень цін перевищує 120-відсоткову межу середнього по ЄС: Велика Британія, Швеція, Фінляндія, Данія, Ірландія.
2/3 землі має аграрне застосування, 12 % — лісове, решта — поселення та озера. Основою добробуту є промисловість (75 % вартості експорту) та м'ясо-молочне тваринництво (90 % вартості аграрної продукції). Працює понад половина дорослих жінок. Данія має великий флот і багато торгових партнерів. У Данії висока продуктивність праці, що становить на одного зайнятого в національній економіці (2,6 млн чол.) 38 тис. доларів ВВП.
У 2003 р. за мікроекономічним індексом конкурентоспроможності Данія посідала четверте місце, а на перше місце вийшла Фінляндія, на третє — Швеція і лише на двадцять друге — Норвегія.
У 2004 році загальний рівень ВВП Данії становив 174,4 млрд доларів, або 32 000 дол. на душу населення.
Доля експорту становить більш 30 % внутрішнього валового продукту.
- ВНП (2005) — USD 228,7 млрд.
- ВНП на душу населення (2005) — DKK 266 482. Доля ВВП, яка безпосередньо використовується населенням — 71,5 %.[25]

Валюта — Данська крона (DKK)
- 1 USD (квітень 2006) — DKK 6,01
- 1 EURO (квітень 2006) — DKK 7,46

Данія не багата корисними копалинами, тому благоустрій країни залежить значною мірою від людських ресурсів, їхніх знань та навичок. Данія інвестує великі суми в освіту. Входить у 15 провідних країн світу в галузі інновацій (в 1995 і 1999 році посідала сьоме місце).

### Соціальний захист і соціальна сфера

#### Освіта
Данія — одна з найбільш економічно розвинутих країн світу з ефективною системою соціального захисту населення, високим рівнем освіти та потужними демократичними традиціями.
Засади гуманітарно-академічної освіти Данії створила католицька церква, а професійно-технічна бере свої початки від ганзейських часів та навчальних осередків гільдій. У 18 ст. утвердилося розуміння необхідності навчання усього населення. В його кінці данці створили систему підготовки педагогів, що дало змогу розпочати вводити загальну 7-річну освіту з 1814 р. Миколі Грундвігу (1783—1872) країна завдячує більшості демократичних ідей в освіті та принципам свободи і незалежності (його прибічники створили перші недержавні школи), вільного вибору громадянами закладу освіти, рівного доступу та ін. Він був прихильником навчання «для життя», критикував недоліки тогочасної «книжкової» і схоластичної освіти. Цей гуманістичний імпульс не втрачений і досі, тому система освіти Данії постійно вдосконалюється, маючи на меті якнайповнішу реалізацію цих прекрасних цілей і принципів.
Освіта в Данії розглядається як «засіб формування розвинутої особистості з однаковими для всіх членів суспільства можливостями». Вже багато років країна входить у число світових лідерів за відсотком ВНП, який надається системі освіти (8,8 % у 1993 р.). Це піклування про духовний розвиток малих нащадків войовничих вікінгів відчувається навіть у найдрібнішому — безкоштовності всього навчального матеріалу й обладнання, харчування і транспорту та ін.
Держава фінансує всі заклади незалежно від підпорядкування чи власності на базі законів парламенту про обсяг і розподіл коштів між типами закладів (закон про дотації). Школи графств фінансуються державою на 100 %, приватні — на 85 %. Розподіл коштів належить згаданим вище радам графств та муніципалітетів. Рада графства може вирішити, що школярі повинні за щось відшкодовувати з власної кишені. Післясередні профзаклади хоч і приватні, але на 100 % фінансуються з бюджету.
Вища освіта безпосередньо фінансується державою, але закладам дозволено продавати додаткові освітні чи пошукові послуги. Частина субвенції обчислена за нормами на одного студента, кошти на науку та утримання споруд обчислюються за іншою методикою. Кошти щороку приходять «пакетом», а конкретний розподіл видатків здійснюють ради закладів.
Початкова школа та перший рівень середньої (народної) школи підпорядковані муніципальним органам влади і гарантують усім дітям, незалежно від здібностей та соціального становища, безкоштовну середню освіту.
Впродовж всього періоду навчання в початковій школі та на першому рівні народної школи один і той же вчитель веде клас (загальноприйнята система класних керівників) і при цьому цей вчитель повністю відповідає за всебічний розвиток особистості кожного учня.
Педагогічна освіта у Данії безкоштовна. Педагогічна освіта першочергово була пов'язана з розповсюдженням християнства в країні.
Цілий ряд предметів у школах, особливо в педагогічних вузах викладаються англійською мовою.

##### Вища освіта

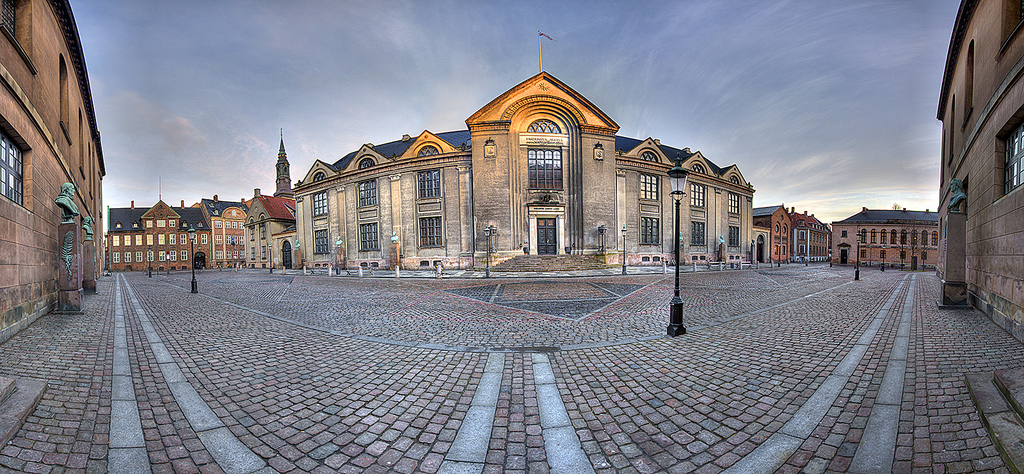
Копенгагенський університет

Вся вища освіта в Данії ділиться на три групи:
1. Вища освіта скороченого циклу (KVU). Це дворічні програми професійної підготовки спеціалістів. Скорочений цикл у підготовці вчителів не використовується.
2. Вища освіта середнього циклу (MVU). Три-чотири роки спеціалізованого навчання. Студенти по закінченні курсу навчання згідно з програмою середнього циклу отримуються ступені бакалавра (Professions Bachelor). Дипломи відповідають по рівню ступеню бакалавра в університеті. Усі повноваження контролю за вищими навчальними закладами середнього циклу передані місцевим представникам влади і вони разом з Центрами освіти відповідають за якість професійної підготовки. Перші три роки професійної освіти в університеті приводять до одержання ступеня бакалавра, або диплома університетського центру.
3. Вища освіта довгого циклу (LVU). Цикл розрахований на п'ять років.

Заклади вищої освіти досить чітко поділяються на університетський (академічний)і неуніверситетський (неакадемічний) сектори. Перший включає 5 класичних і 9 спеціалізованих університети, а також 6 академій музики. Неуніверситетський сектор представлений спеціалізованими коледжами, які об'єднуються в Центрі вищої освіти згідно з законом про освіту 1997 року (The Act on CVUs). Неакадемічний сектор (College Sector) складається з понад 130 спеціалізованих закладів з тривалістю навчання 2-4 роки.
Повний цикл навчання, разом з докторантурою, мають університети в містах:
- Копенгаген (заснований у 1479 р. за вказівкою папи Секста 4),
- Орхус (створений у 1928 році як приватний заклад, після реформування перейшов під контроль Міністерства освіти Данії; він майже вдвічі менший за Копенгагенський університет),
- Оденсе (1964) Наймолодший університет. У ньому навчається 5,5 тисяч студентів, третина з яких вивчають гуманітарні науки.
- Роскілле (1970),
- Ольборг (1974).

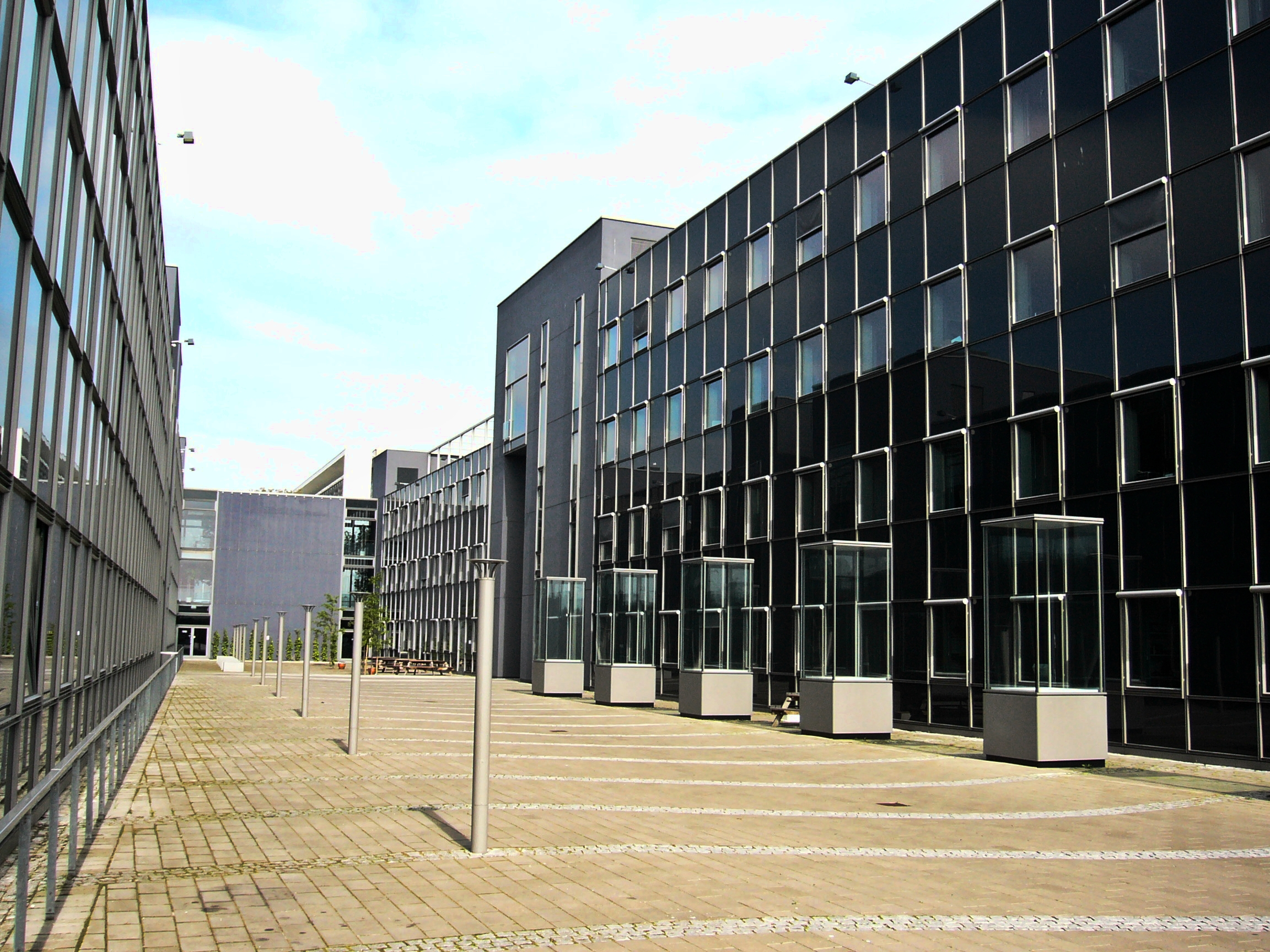
Оргуський університет

Університетський сектор Данії охоплює дванадцять університетів. Дев'ять закладів університетського рівня спеціалізуються в інженерних і технологічних науках, медицині й ветеринарії, мистецтвах, будівництві та комерції:
- Technical University of Denmark, до якого входить Engineering Academy of Denmark;
- Royal Veterinary & Agricultural University;
- Royal Danish School of Pharmacy;
- Copenhagen Business School;
- The Aarhus School of Business;
- Southers Denmark Business School;
- Royal Danish School of Educational Studies;
- Royal Danish Academy of Fine Art School of Architecture;
- Aarhus School of Architecture.

У 1994 р. у Данії було 6 музичних академій, розташованих в містах: Kobenhavn, Aarhus, Odense, Aalborg, Esbjerg, Frederiksberg.

#### Медицина ісоціальний захист

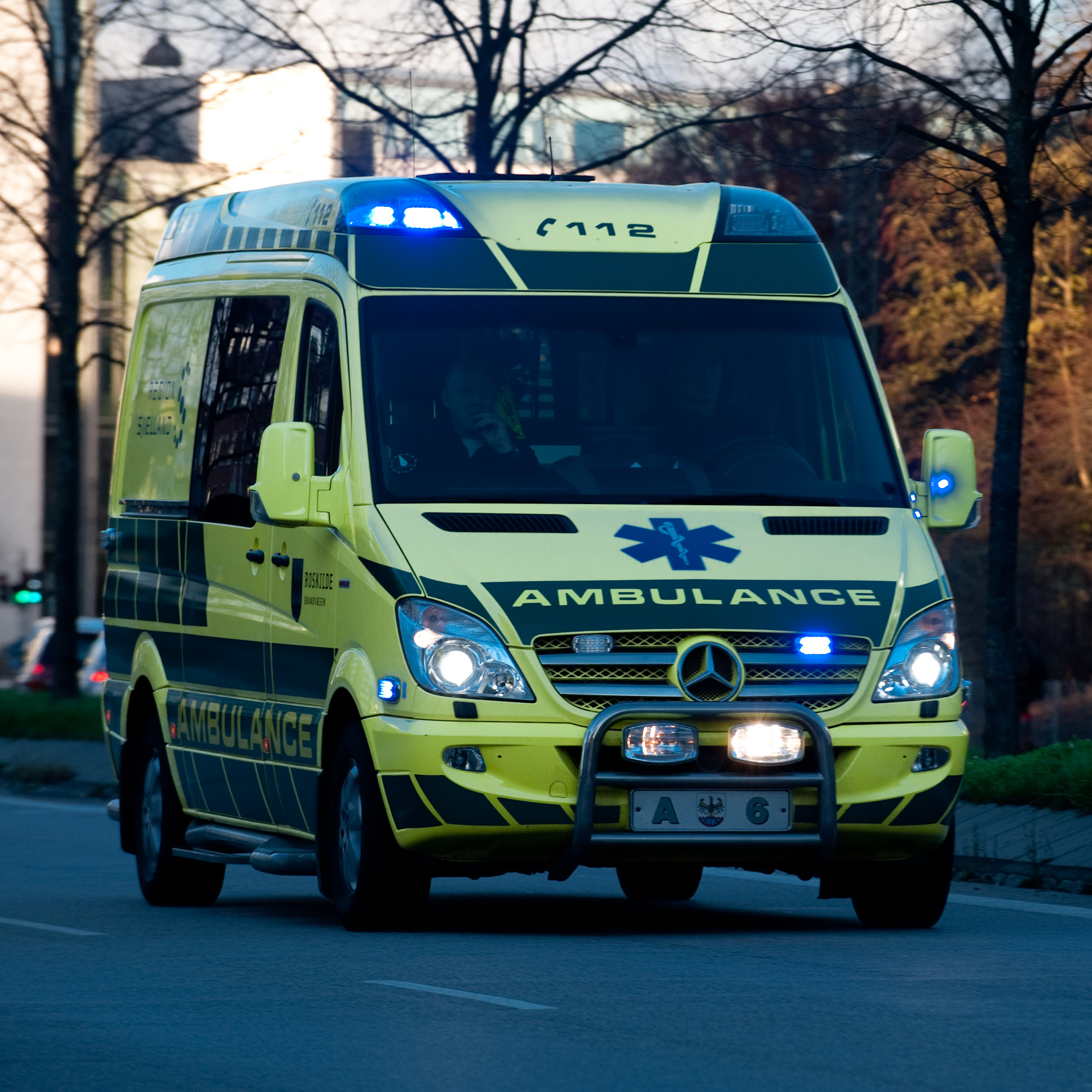
Швидка допомога

У Данії — безкоштовне медичне страхування для всіх резидентів. Країна справді піклується про своїх громадян — наприклад, у Данії багато людей з інвалідністю, і держава їх утримує за свій рахунок. У фінансуванні охорони здоров'я пріоритетне значення мають кошти державного та місцевих бюджетів. Лише стоматологія є платною для резидентів, починаючи з 18-річного віку. 4/5 населення країни отримує безкоштовну первинну медичну допомогу, а всі громадяни — безкоштовне лікування у державних лікарнях.
У тих галузях економіки, де працівники скаржаться на симптоми стресу, обумовлені високим робочим навантаженням, стислими строками виконання завдань, де робота пов'язана з насильством і погрозами — данське відомство з нагляду за умовами праці (Arbejdstilsynet) включає психологів до складу інспекторів, а монотонні види роботи і психосоціальні проблеми населення відносять до пріоритетів у державній програмі з охорони здоров'я й забезпечення безпеки на роботі.
Медичне обслуговування в першу чергу фінансується за рахунок восьмивідсоткового національного внеску на охорону здоров'я (данською: sundhedsbidrag) у поєднанні з коштами від уряду й муніципалітетів.
Громадяни, що досягли 67-річного віку, одержують щомісячні пенсії (колишні робітники та службовці — додаткові пенсії). Муніципалітети й уряд країни надають субсидії на житло для незаможних і людей похилого віку. Жінки отримують безкоштовну допологову й післяпологову медичну допомогу, декретну відпустку (14 тижнів) може взяти як матір дитини, так і батько.

### Агрокультура
Економіка Данії опирається на високотехнологічне сільське господарство, сучасні малі підприємства, високий ступінь соціального захисту населення і обширну зовнішню торгівлю. В основі сільського господарства Данії лежить індивідуальне володіння землею і сімейна ферма. Сільське господарство Данії є одним з найінтенсивніших і найпродуктивніших не тільки у Західній Європі, але і в світі. У промисловості переважають дрібні і середні підприємства, а сільське господарство виробляє продукцію, достатню для забезпечення 15 млн осіб, що в три рази переважає кількість населення Данії. Данія займає перше місце в світі по виробництву продуктів харчування на душу населення. Основу сільського господарства складають 51,6 тисяч фермерських господарств (станом на 2005 рік). При цьому, 17,8 тисяч фермерських господарств зайняті у виробництві увесь рік. Експорт: м'ясо, молочні продукти, яйця, риба, шкурки норки, запчастини до автомобілів і літаків; текстиль, хімікати, електроустаткування. Данія один з найбільших в світі експортер м'яса свинини, сиру і вершкового масла. Наприклад, в 2002 році Данія експортувала 1,6 млн тон свинини, в тому числі 21 % до Німеччини, 19 % — до Великої Британії і 15 % — до Японії. Як чистий експортер продуктів сільського господарства вона перебуває серед семи провідних країн світу, а як експортер м'яса і твердих сирів поступається лише Нідерландам. М'ясо, переважно свинина, експортується в свіжому, консервованому і приготовленому вигляді. За рівнем механізації сільського господарства Данія випереджає багато західноєвропейських країн. В поголів'ї ВРХ переважають високопродуктивні породи: червона данська (складає майже половину поголів'я), чорно-строката і джерсейська. Середній надій молока від однієї корови складає 4190 кг в рік при жирності більше 4 %.
2/3 землі має аграрне застосування, 12 % — лісове, решта — поселення та озера. В річках і озерах розводять райдужну форель, а Данія є головним світовим постачальником цієї риби.
Данія — одна з країн із найвищою у Європі часткою штучного лісовідновлення, яке становить 87 %, природне — 6 %, решта — комбіноване (60 % лісів — це насадження хвойних порід). Площа лісів й інших насаджень — 579 тис. га., з яких у приватних руках перебуває 67 % лісів — 26246 лісоволодінь (існує багато малих лісоволодінь) із загальною площею 391 тис. га, у державних — 33 % (360 лісоволодінь). Вирощування різдвяних ялинок, яке оцінюється в 38 млн дол. США і полювання, яке оцінюється в 21 млн дол. США — у сукупності дає більше, ніж вартість деревної продукції (52,1 млн дол. США). Оскільки лісовий сектор не задовольняє високих вимог країни у лісопродукції — потужна меблева промисловість Данії покладається на імпортну сировину й експортує основну частину продукції. Більше половини ринку забезпечується за рахунок імпорту, а високоякісна деревина твердолистяних порід імпортується з Китаю та інших азійських країн.

### Паливно-енергетичний комплекс
Загальне споживання енергії в Данії становить близько 20 млн тонн нафтового еквівалента. Власні ресурси нафти — видобуток 9 млн т, газу (видобуток) — 5 млрд.м3. Данія імпортує значну кількість вугілля для виробництва електроенергії, однак завдяки власним ресурсам нафти й газу, альтернативній енергетиці та політиці енергозбереження країна майже повністю забезпечує себе власною електроенергією. Згідно з данським законодавством виробництво електроенергії в країні є безприбутковим. Ціни на електроенергію регулюються Міністерством енергетики в залежності від цін на енергоносії (вуголь, газ, біомаса, вітротурбіни і тд), і станом на 2005 рік становила по курсу до української гривні 1.8 грн./кВт-г. Загальне виробництво електроенергії становить 36,3 млрд кВт-год. З 2005 року країна взяла курс на зниження викидів СО2 в атмосферу на 20 %, що стимулює використання альтернативних екологічно безпечних джерел енергії, а станом на 2005 рік вони вже покривали 10 % енергетичної потреби країни. На теплових і вітроелектростанціях виробляється понад 32 млрд кВт-г електроенергії. За рахунок енергії вітру покривається 20 % (на 2007 р.) потреби країни в енергоносіях. Станом на 2014 рік 39 відсотків всієї спожитої електроенергії в Данії було згенеровано вітряками.
У Данії функціонують понад 3 тис. вітряків, розміщених по всій території країни. Використання біомаси як палива на теплоелектростанціях регламентується законом, відповідно до якого вони повинні використовувати 1,2 млн тонн соломи і 0,2 млн тонн деревної тріски щорічно. Це еквівалентно приблизно 6 % річного виробництва електроенергії.
Починаючи з періоду енергетичної кризи 1970 року, Данія проводить серйозну роботу по впровадженню енергоефективності в житловому секторі, в промисловості, і, починаючи з 1970-х років Данія має найкращі показники в знижені енергоспоживання серед країн ОЕСР і при цьому ще й демонструючи значний ріст національного валового продукту. В першому енергетичному плані Данії, який був опублікований в 1976 році, основні цілі заключались в посиленні гарантованості енергопостачання шляхом створення дуже гнучкої і різноманітної енергетичної системи, в стимулюванні енергоефективності і в організації науково-технічного розвитку на основі державної підтримки. Стимулювання розвитку вітроенергетики було почате з 1979 року, коли були введені дотації на будівництво вітроенергетичних установок і вироблену на них електроенергію. На початку, дотація на такі установки становила 30 % від загальної вартості проєкту. По мірі розвитку виробничих потужностей і зниження собівартості виробництва вітроенергетичних установок — дотація була зменшена.
Станом на початок 2015 року данські компанії Vestas і Siemens Wind Power залишаються лідерами на ринку вітрогенераторів та їхніх компонентів, а сама країна має найвищу частку вітроенергетики в енергетичному комплексі серед усіх країн світу.
У Данії є досвід по експлуатації геотермальних станцій.
За рахунок сонячної енергії, яка використовується переважно для вироблення тепла в приватному секторі, покривається від 1/3 до 3/4 потреби в кожному жилому будинку.
Нафтопереробна промисловість зосереджена в Есб'єрі на західному узбережжі Ютландії.
Країна вважається світовим лідером з розробки та використання енергозберігаючих технологій.
У лютому 2011 року уряд Данії оголосив «Енергетичну стратегію 2050» з метою бути повністю незалежними від викопного палива до 2050 року.

### Металургія
Ця галузь в Данії є малорозивиненою, працює на імпортній сировині й металобрухті. Великий завод із випуску чавуну і сталі знаходиться у м. Френдеріксверк.

### Фінансовий сектор
Високе економічне зростання до першої нафтової кризи потягнуло за собою відчутний підйом у діяльності фінансового сектора у той час, як лібералізація фінансових ринків та розвитку технологій створення фінансових інструментів створило сприятливе підґрунтя для істотного збільшення ринку праці у другій половині 1980-х рр. Кінець 1980-х років відзначив чітку тенденцію Данського бізнесу до концентрації, що проявлялося у злиттях та поглинаннях компаній; це створило необхідність у більш великих та потужніших фінансових інститутах Данії. Тому за цей час фінансовий сектор пережив період об'єднання, який, у загальних рисах, вдвічі зменшив число фінансових інститутів та визначив появу двох основних банків Den Danske Bank та Nordea.
Данія, як і Швеція, Фінляндія та Норвегія мають добре розвинуті сервісні галузі, провідними з яких є банківська та страхова справа, а також транспорт. Дві перші з них тісно пов'язані між собою і створюють єдину фінансову систему. Найбільшим банком у Північній Європі є Nordea Bank AB (Швеція), який сформувався у 1997 р. після злиття відповідно шведського та фінського банків Nordbanken of Sweden та Merita Bank of Finland. Наявність різних валют і пов'язані з цим відповідні трансакції у взаємній торгівлі не відлякують скандинавські країни, проте дорожнеча робочої сили підштовхує потенційних інвесторів вкладати кошти у сусідні країни, передусім (починаючи з 1990-х рр.) у балтійські.
Данія і Швеція, перебуваючи в Євросоюзі, не бажають приєднуватися до монетарної системи і вводити євро, хоча їхні валюти повністю відповідають системним критеріям ЕМС, і лише Фінляндія має в цьому плані «повноцінне членство», замінивши свою марку на європейські гроші у 2002 р. Данія — країна з одним із найвищих рівнів життя населення.

### Транспорт
Транспорт є одним з найважливіших секторів економіки Данії і вважається однією з найрозвинутіших у світі. У 1996 році транспорт склав 9 % від загальної вартості продукції Данії та 7 % від загальної зайнятості населення. Цей сектор виключно різноманітний за масштабом приватних підприємств. З одного боку, кількість великих державних чи приватних підприємств в галузі громадського транспорту, судноплавства та авіації незначна. З другого боку, значна кількість дрібних фірм, які працюють як з транспортуванням товарів (контракти на перевезення), так і з індивідуальними перевезеннями (таксі).
Завдяки морському положенню країни морський транспорт має дуже важливе значення для пасажирського і вантажного сполучення у самій країні та за її межами. Загальний тоннаж торгового флоту становить 6,9 млн бр.-реєстр. т двадцяте місце у світі і сьоме — у Європі). Найбільшими морськими портами країни є Копенгаген, Есб'єрг, Ольборг, Орхус, Фредесісія тощо. На частку морського транспорту припадає майже 75 % усіх зовнішньоторгівельних перевезень Данії. Данія займає важливу ключову позицію на перехресті торгових шляхів із Балтійського моря в Північне, з однієї сторони, і між Центральною Європою і Скандинавським півостровом — з іншої.
Загальна протяжність автошляхів становить 71 847 км (всі асфальтовані).
На купівлю машини в Данії йде 20 % націнка, а оренда машини в Данії — одна із найдорожчих в Європі (оренда авто бізнес класу — 600 євро за добу).
Місто Оденсе і Копенгаген з'єднує підвісний міст «Великий Бельт» — другий за довжиною міст у світі — 18 км (був побудований протягом 10 років). Уряд обіцяє, що коли міст окупиться, то проїзд стане безкоштовним. (наразі ціна проїзду становить 31.65 EUR).

#### Велосипеди
У Данії широко поширений велосипедний транспорт. Значною мірою це відбувається внаслідок турботи про здоровий спосіб життя. З 2009 року в країні діє неурядова організація Посольство Велотуризму Данії, метою діяльності якого є популяризації велоспорту й розвиток велосипедної інфраструктури. У Копенгагені завершено будівництво суперсучасної системи велодоріжок, обладнаних за останнім словом техніки. Метою є зробити пересування велосипедистів максимально комфортним — щоб робити мінімальну кількість зупинок до кінцевого пункту поїздки. Мережа велодоріжок об'єднує як райони міста, так і приміську територію. Протяжність деяких доріжок досягає 20 кілометрів. До основних зручностей належать: чітке розмежування між велодоріжками й автошляхами; спеціальні знаки, що вказують відстані до сервісних центрів; апарати для підкачки спущеного колеса, які розташовані через кожні 1,5 км. Там можна знайти й інші інструменти для ремонту, а також телефон, який з'єднає з найближчим сервісним центром; для велосипедистів, які багато їздять містом, встановлено спеціальні поручні для рук і ніг, біля яких зручно зупинятись, щоб перепочити, не злізаючи з велосипеда; сміттєві баки скрізь по шляху є дещо нахиленими, щоб у них можна було викинути сміття на ходу.
Ще станом на 1990 рік у Данії було прокладено понад 5000 км велосипедних доріжок.

### Цивільний захист
Оскільки Данія характеризується максимальною децентралізацією функцій виконавчої влади та відсутність у держави виконавчих повноважень і повноважень оперативного управління у різних сферах соціально-економічного розвитку, у тому числі в частині протидії та реагування на надзвичайні та кризові ситуації — в Данії відсутній державний орган, відповідальний за надзвичайні ситуації та захист населення від можливих наслідків техногенних або природних катастроф. Частина цих функцій належить до компетенції місцевої поліції, підпорядкованої Національному комісаріату поліції, що, у свою чергу, входить до структури Міністерства юстиції Данії.
На підрозділи берегової охорони, що діють, переважно, в районі автономних територій (Ґренландія та Фарерські острови) і підпорядковані Міністерству оборони Данії, та поліцію — покладено функції пошуково-рятувальної роботи. До цих та інших робіт, у разі виникнення надзвичайної ситуації, може бути задіяна бригада швидкого реагування, яка входить до складу Міністерства оборони.
В Данії у 1906 році Софус Фальк заснував спеціальну рятувальну службу, яка на початку існувала як приватний рятувальний корпус «Фальк». Станом на 2009 рік це найбільша у світі
приватна багатофункціональна рятувальна служба, яка заснована на засадах акціонерного товариства. Служба має великий парк різноманітних спеціальних автомобілів, рятувальні судна, вертольоти та літаки, а також великий досвід діяльності в цій сфері, у тому числі в інших країнах світу (Швеції, Польщі, Словаччині, Бельгії, Фінляндії, Німеччині, Франції) і виконує функції пошуково-рятувальної служби, пожежної охорони та допомоги при пожежах промисловим корпораціям та аеропортам у багатьох країнах Європи, швидкої та невідкладної допомоги, завдання, пов'язані з подоланням наслідків надзвичайних ситуацій, запобігання виникненню надзвичайних ситуацій, у тому числі нагляд за охороною навколишнього природного середовища, надає охоронні послуги, в тому числі державних установ, іноземних посольств, банківських структур тощо. Окрім Данії, служба діє також у Швеції та Німеччині (Гамбург). Окремим підрозділом компанії надаються також послуги з інженерно-технічного захисту об'єктів. Замовниками послуг є центральні та місцеві органи влади на підставі контрактів, а сплата послуг здійснюється з державного та місцевих бюджетів.
Через створену мережу диспетчерських центрів по всій території Данії, на єдиний телефон «112» отримується інформація про всі можливі випадки і негайно передається до поліції та відповідних підрозділів «Фальк» (служби швидкої допомоги, пожежної охорони тощо). Станом на 2009 рік відповідні служби «Фальк» у великих містах до
місця події прибувають за 6-10 хв. після отримання виклику, а в сільській місцевості ставиться завдання прибуття на місце події або до хворого не пізніше ніж за 15 хв.
Компанія зареєстрована на Копенгагенській фондовій біржі, де було реалізовано 5 015 акцій із загальної кількості 10 634 акції. Акціонерами «Фальк» є приватні страхові компанії та пенсійні фонди, серед яких страхова компанія «Трюг Балтика» (15 %), страхова компанія «Кодан» (5,1 %), страхова компанія «АЛМ Бранд» (5,1 %), пенсійний фонд (84 %), працівники компанії (3 %).
Країна посіла п'яте місце в рейтингу Світового банку «Doing Business» за 2013 рік.

### Ціноутворення
У Данії система ціноутворення більшою мірою складається під впливом ринкових факторів, а державний вплив на формування цін є дуже обмежений і полягає головним чином у створенні максимально сприятливих умов для вільної конкуренції приватних виробників, які самостійно встановлюють ціни на свою продукцію.
Впливати на рівень цін на ті чи інші товари чи здійснювати вплив на споживання в потрібному напрямку (наприклад, обмежити вживання спиртних напоїв тощо) уряд може шляхом застосування гнучкої системи споживчих податків. Держава впливає на ціни через систему податків і відповідне зниження витрат виробництва. Частка цін, що встановлюється чи регулюється державою, становить 6 % від загальної структури цін.
Масштаби державного сектора є невеликі, а ціни і тарифи в державному секторі визначаються фолькетингом, муніципальними і регіональними владою.
1 липня 1989 року фолькетингом був прийнятий Закон про конкуренцію, який є основним юридичним актом про ціноутворення. Нагляд за діяльністю монополій у галузі ціноутворення здійснює Рада з питань конкуренції, члени якої призначаються міністром промисловості на 4-річний термін.
Якщо існує випадок порушення порядку встановлення цін, то Рада зобов'язує підприємця протягом певного терміну (до одного року) ввести прийнятні ціни на свою продукцію чи використовувати конкретні правила розрахунку цих цін. У випадку відмови надати Раді необхідну інформацію і при цьому, коли існує неодноразове і грубе порушення положення Закону про конкуренцію, Рада може направити спеціальне повідомлення міністерству промисловості з викладенням своїх пропозицій про характер санкцій щодо порушника (штраф чи арешт майна).
На сільськогосподарську продукцію ціни встановлюються під впливом механізму політики Ради Європейського Співтовариства.

## Свобода слова і діяльність ЗМІ
У Данії забезпечення свободи слова тісно пов'язане з необмеженим правом засобів масової інформації збирати інформацію і новини, а також публікувати їх у якомога достовірнішому вигляді. Невід'ємною частиною здійснення свободи є вільний коментар. Під час виконання цих обов'язків засобам масової інформації необхідно враховувати як право окремого громадянина на недоторканність його особи і сфери приватного життя, так і його потребу в захисті від необґрунтованої образи.
До порушень нормальної діяльності преси належать перешкоди, що чиняться опублікуванню інформації, яка має істотне значення для громадськості, а також потурання спробам сторонніх осіб вплинути на зміст засобів масової інформації, якщо це не викликає сумніви щодо вільного й незалежного становища засобів масової інформації. Про порушення нормальної діяльності преси можна говорити й тоді, коли журналісту доручаються завдання, що суперечать зазначеним правилам преси, совісті й переконанням журналіста.
Ці правила стосуються редакційного матеріалу (тексту, фотографій, кадрів), що публікується в періодичній пресі, передається по радіо, телебаченню, в інших засобах масової інформації, а також анонсів і реклами в періодичній пресі та інших засобах масової інформації у всіх випадках, коли інших правил у цій галузі не встановлено. Ці правила стосуються згадок і зображення осіб, у тому числі померлих, юридичних та ін.